# Alex English
Alex English (Columbia, 5 januari 1954) is een Amerikaans voormalig basketballer en basketbalcoach.

## Carrière
English speelde collegebasketbal voor de South Carolina Gamecocks van 1972 tot 1975 wanneer hij deelnam aan de NBA draft in 1976. Hij werd als 23e gekozen door de Milwaukee Bucks waar hij twee seizoenen speelde voordat hij tekende in 1978 bij de Indiana Pacers waar hij ook twee jaar doorbracht. De Bucks kregen een draftpick als compensatie.
In 1980 werd hij geruild naar de Denver Nuggets voor George McGinnis. In Denver groeide hij tot een clubicoon van de jaren '80. Hij speelde bij de Nuggets tot in 1990, zijn nummer werd uit omloop gehaal door de Nuggets. In 1990 tekende hij bij de Dallas Mavericks voor een seizoen en vertrok na een seizoen naar SS Basket Napoli voor een laatste seizoen in Italië.
Na zijn spelersloopbaan werd hij assistent bij vier Amerikaans basketbalclubs. Achtereenvolgens was hij aan de slag bij de Atlanta Hawks, Philadelphia 76ers, Toronto Raptors en de Sacramento Kings. Hij was het langst aan de slag bij de Toronto Raptors waar hij actief was van 2004 tot 2011.

## Erelijst
- All-NBA Second Team: 1982, 1983, 1986
- NBA All-Star: 1982, 1983, 1984, 1985, 1986, 1987, 1988, 1989
- NBA Scoring leader: 1983
- J. Walter Kennedy Citizenship Award: 1988
- Nummer 2 teruggetrokken door Denver Nuggets
- Nummer 22 teruggetrokken door South Carolina Gamecocks
- South Athletic Hall of Fame: 1988
- Gamecock Athletics Hall of Fame: 1988
- Colorado Sports Hall of Fame: 1994[2]
- Basketball Hall of Fame: 1997
- NFHS National High School Hall of Fame: 2021[3]

## Statistieken

### Regulier seizoen
| Seizoen  | Team             | WG    | WS  | MPW  | 2P%  | 3P%  | FW%  | RPW | APW | SPW | BPW | PPW  |
| -------- | ---------------- | ----- | --- | ---- | ---- | ---- | ---- | --- | --- | --- | --- | ---- |
| 1976/77  | Milwaukee Bucks  | 60    | 6   | 10,8 | 47,7 | –    | 76,7 | 2,8 | 0,4 | 0,3 | 0,3 | 3,2  |
| 1977/78  | Milwaukee Bucks  | 82    | 4   | 18,9 | 54,2 | –    | 72,7 | 4,8 | 1,6 | 0,5 | 0,7 | 9,6  |
| 1978/79  | Indiana Pacers   | 81    | 69  | 33,3 | 51,1 | –    | 75,2 | 8,1 | 3,3 | 0,9 | 1,0 | 16,0 |
| 1979/80  | Indiana Pacers   | 54    | 15  | 28,3 | 50,4 | 0,0  | 81,4 | 7,0 | 2,6 | 0,8 | 0,6 | 14,9 |
| 1979/80  | Denver Nuggets   | 24    | 24  | 36,5 | 48,5 | 66,7 | 76,2 | 9,4 | 3,4 | 1,2 | 1,2 | 21,3 |
| 1980/81  | Denver Nuggets   | 81    | 81  | 38,2 | 49,4 | 60,0 | 85,0 | 8,0 | 3,6 | 1,3 | 1,2 | 23,8 |
| 1981/82  | Denver Nuggets   | 82    | 82  | 36,8 | 55,1 | 0,0  | 84,0 | 6,8 | 5,3 | 1,1 | 1,5 | 25,4 |
| 1982/83  | Denver Nuggets   | 82    | 82  | 36,4 | 51,6 | 16,7 | 82,9 | 7,3 | 4,8 | 1,4 | 1,5 | 28,4 |
| 1983/84  | Denver Nuggets   | 82    | 77  | 35,0 | 52,9 | 14,3 | 82,4 | 5,7 | 5,0 | 1,0 | 1,2 | 26,4 |
| 1984/85  | Denver Nuggets   | 81    | 81  | 36,1 | 51,8 | 20,0 | 82,9 | 5,7 | 4,2 | 1,2 | 0,6 | 27,9 |
| 1985/86  | Denver Nuggets   | 81    | 81  | 37,3 | 50,4 | 20,0 | 86,2 | 5,0 | 4,0 | 0,9 | 0,4 | 29,8 |
| 1986/87  | Denver Nuggets   | 82    | 82  | 37,6 | 50,3 | 26,7 | 84,4 | 4,2 | 5,1 | 0,9 | 0,3 | 28,6 |
| 1987/88  | Denver Nuggets   | 80    | 80  | 35,2 | 49,5 | 0,0  | 82,8 | 4,7 | 4,7 | 0,9 | 0,3 | 25,0 |
| 1988/89  | Denver Nuggets   | 82    | 82  | 36,5 | 49,1 | 25,0 | 85,8 | 4,0 | 4,7 | 0,8 | 0,1 | 26,5 |
| 1989/90  | Denver Nuggets   | 80    | 80  | 27,6 | 49,1 | 40,0 | 88,0 | 3,6 | 2,8 | 0,6 | 0,3 | 17,9 |
| 1990/91  | Dallas Mavericks | 79    | 26  | 22,1 | 43,9 | 0,0  | 85,0 | 3,2 | 1,3 | 0,5 | 0,3 | 9,7  |
| Carrière | Carrière         | 1.193 | 753 | 31,9 | 50,7 | 21,7 | 83,2 | 5,5 | 3,6 | 0,9 | 0,7 | 21,5 |
| All-Star | All-Star         | 8     | 4   | 18,5 | 50,0 | 0,0  | 50,0 | 2,3 | 1,9 | 0,8 | 0,5 | 9,1  |

### Play-offs
| Seizoen  | Team            | WG | WS | MPW  | 2P%  | 3P% | FW%  | RPW | APW | SPW | BPW | PPW  |
| -------- | --------------- | -- | -- | ---- | ---- | --- | ---- | --- | --- | --- | --- | ---- |
| 1977/78  | Milwaukee Bucks | 9  | –  | 23,1 | 61,5 | –   | 78,1 | 4,7 | 1,4 | 0,7 | 0,8 | 13,4 |
| 1981/82  | Denver Nuggets  | 3  | –  | 39,3 | 47,3 | 0,0 | 85,7 | 7,7 | 5,7 | 1,0 | 1,0 | 19,3 |
| 1982/83  | Denver Nuggets  | 7  | –  | 38,6 | 44,7 | 0,0 | 88,7 | 6,3 | 6,0 | 0,6 | 1,0 | 25,9 |
| 1983/84  | Denver Nuggets  | 5  | –  | 40,6 | 58,8 | 0,0 | 89,3 | 8,0 | 5,6 | 0,6 | 0,4 | 29,0 |
| 1984/85  | Denver Nuggets  | 14 | 14 | 38,3 | 53,6 | 0,0 | 89,0 | 6,6 | 4,5 | 1,2 | 0,4 | 30,2 |
| 1985/86  | Denver Nuggets  | 10 | 10 | 39,4 | 46,3 | 0,0 | 85,9 | 3,5 | 5,2 | 0,4 | 0,4 | 27,3 |
| 1986/87  | Denver Nuggets  | 3  | 3  | 25,3 | 51,0 | 0,0 | 85,7 | 4,7 | 3,3 | 0,0 | 0,0 | 18,7 |
| 1987/88  | Denver Nuggets  | 11 | 11 | 39,8 | 45,5 | 0,0 | 81,4 | 5,4 | 4,4 | 0,6 | 0,3 | 24,3 |
| 1988/89  | Denver Nuggets  | 3  | 3  | 36,0 | 51,6 | 0,0 | 87,5 | 4,3 | 3,7 | 0,3 | 0,0 | 26,0 |
| 1989/90  | Denver Nuggets  | 3  | 3  | 25,3 | 56,8 | 0,0 | 81,8 | 3,0 | 3,0 | 0,7 | 0,3 | 19,7 |
| Carrière | Carrière        | 68 | 44 | 35,7 | 50,3 | 0,0 | 86,2 | 5,5 | 4,3 | 0,7 | 0,5 | 24,4 |